# Häfen Wunstorf
Die Häfen Wunstorf umfassen einen Binnenhafen und einen Yachthafen auf dem Gebiet der Stadt Wunstorf in der Region Hannover, Niedersachsen.

## Geographie
- Karte mit allen Koordinaten:
- OSM |
- WikiMap

Die Kanalhäfen Wunstorfs liegen an zwei räumlich getrennten Standorten, südlich und südwestlich des Ortskernes, auf einer Höhe von 50,3 m ü. NN an der Bundeswasserstraße Mittellandkanal (MLK).
Zwei weitere Länden am Kanal, die eigentlich auf dem Gebiet der Gemeinde Haste im Landkreis Schaumburg liegen, werden hier ebenfalls mit aufgeführt, da diese keinen eigenen Betreiber haben, aber bei Bedarf gelegentlich als Liegeplätze mitgenutzt werden.
| Lage: Gewässer – km | Hafen:   | Beschreibung       | Kailänge                                             | Ausstattung |
| ------------------- | -------- | ------------------ | ---------------------------------------------------- | --- |
| MLK 135,5 Nord      | Hafen ⊙  | Hafen Idensen      | 590 m, geböscht + 18 m Kaimauer                      | Kran 12,5 t, Stege, 120 Wasserliegeplätze, 30 Trockenliegeplätze, Slipstelle, sanitäre Einrichtungen, Gastronomie |
| MLK 135,9 Nord      | Lände ⊙  | Lände Wilhelmsdorf | 60 m, + 2×30 m, geböscht                             | kleiner Freilagerplatz, Betriebs-, Liege- und Ladelände der Gemeinde Haste                                        |
| MLK 138,3 Süd       | Lände ⊙  | Lände Haste        | 460 m, gespundet                                     | 4 Liegeplätze für Großmotorgüterschiffe der Gemeinde Haste                                                        |
| MLK 143,3 Nord      | Länden ⊙ | Hafen Kolenfeld    | 200 m Kai + 185 m geböscht Süd: 60 + 160 m gespundet | Portalkran, Mobilkran, Förderbänder, Pumpen, Wendeplatz 110 m, Hallen- und Freilagerflächen, Liegeplatz           |

Weitere Marinas und Anlegestellen hat Wunstorf am Steinhuder Meer. Diese dienen jedoch ausschließlich der Freizeitschifffahrt, den dortigen Ausflugsschiffen und der Wasserschutzpolizei.

## Geschichte
Im Zeitraum 1909 bis 1913 wurde der Mittellandkanal zwischen Wunstorf und Kolenfeld hindurch gebaut und ging dort 1916 in Betrieb. Das 1907 gegründete ehemalige Kanalbauamt Wunstorf wurde 1918 nach Linden eingegliedert. Außer der kleinen Ladestelle Idensen (heute: Lände Wilhelmsdorf (Haste)) bestand eine eigene Anlege- oder Umschlagstelle wohl zunächst nicht oder ist in Vergessenheit geraten. Die Ortschroniken von Wunstorf und Kolenfeld erwähnen eine solche nicht. Man hatte dort eher große Stücke in die Luftfahrt gesetzt, wie die (anfangs heimliche) Entstehung des nahen Fliegerhorst Wunstorf in den frühen 1930er Jahren belegt.
1974 wurde Kolenfeld nach Wunstorf eingemeindet und die Schifffahrtsländen entstanden in den 1980er Jahren in aller Stille. Die früheste Erwähnung findet sich 1989 mit einem Baustellenfoto der heutigen Hafenanlage. Die Raiffeisen-Gruppe siedelte sich dort an und wurde der Betreiber des Hafens. Später kam noch ein Recyclingbetrieb hinzu. Anfang 2016 gerieten dort gelagertes Altpapier in Brand und der Hafen kurz in die Schlagzeilen.

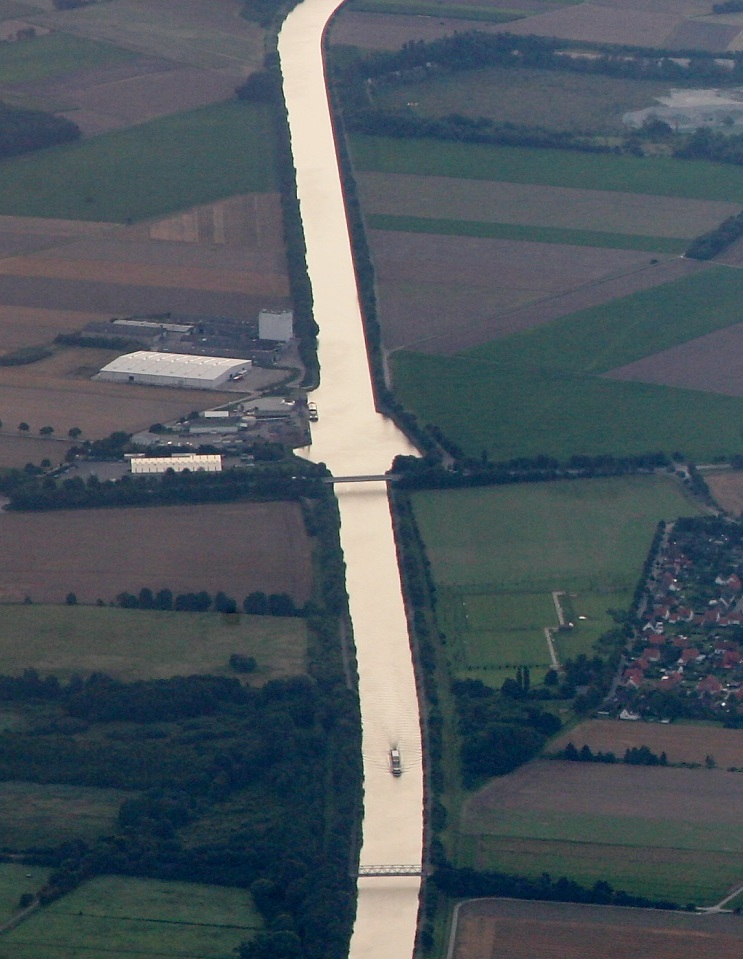
Hafen Kolenfeld

## Hafen Wunstorf-Kolenfeld. Gewerbe und Infrastruktur
Heute besteht am Hafen Wunstorf ein knapp zehn Hektar großes Gewerbegebiet, das die Hafenanlage mit wichtiger Infrastruktur ergänzt. Der Hafen ist hauptsächlich für den Umschlag von Forst- und Agrarerzeugnissen, Düngemitteln und Eisen/Stahl eingerichtet. In geringem Umfang werden in dem Hafen, dessen Betreiber die Agravis Niedersachsen Süd GmbH ist, auch Festbrennstoffe umgeschlagen.
Es sind dort ein jeweils ein 16-t-Portal- und Mobilkran, Förderbänder und Umschlagseinrichtungen für Schüttgüter, bspw. Getreide, vorhanden. Im Hafenbereich bestehen Hallen- und Freilagerflächen sowie ein Silo. An der Kaimauer kann ein Großmotorgüterschiff mit bis zu 4 m Tiefgang festmachen und abgefertigt werden und ein weiteres an dem geböschten Ufer östlich davon. Es besteht eine Wendebucht für Schiffe bis zu 100 m Länge und an der gegenüberliegenden südlichen Kaimauer kann ein weiteres Schiff stillliegen.
Die Ansiedelung weiterer Umschlagsbetriebe ist geplant, insbesondere für den Containerumschlag zur Entlastung der Häfen Hannovers. Die Schaffung eines Gleisanschlusses wurde gutachterlich geprüft. Damit könnte ein trimodales Konzept umgesetzt werden mit dem Mittellandkanal als Wasserstraße und der engen Anbindung an die Autobahn.

## Yachthafen Idensen
Für die Freizeitschifffahrt geeignet ist der im Ortsteil Idensen gelegene Yachthafen Wunstorfs, der 1981 nach ungefähr zweijähriger Bauzeit mit einem ersten Becken den Betrieb aufnahm und 1985 offiziell eröffnet wurde, nachdem die Arbeiten mit einem zweiten Becken komplett waren. Er verfügt über einen 11,5-t-Kran und 118 Liegeplätze; auch 30 Trockenliegeplätze gibt es. Ver- und Entsorgungsmöglichkeiten, eine saisonal bewirtschaftete Gastronomie Schatzinsel mit sanitären Einrichtungen sind vorhanden.
Es handelt sich um einen rein gewerblichen Sportboothafen, der als Betrieb von der Familie Schatz in dritter Generation geführt wird und der von März bis November zum Mittellandkanal hin geöffnet ist. Neben Dauerliegeplätzen gibt es Liegeplätze für Durchreisende (max. 48 Stunden Liegezeit).

## Verkehr
Gemeindestraßen verbinden den Hafen Kolenfeld über die Landesstraße L 392 zu der zwei Kilometer südlich verlaufenden Bundesautobahn 2 hin. Eine ÖPNV-Anbindung besteht nicht. Die Personenschifffahrt bedient Wunstorf nicht regelmäßig.